# Simone DeVito
Simone DeVito (21 de mayo de 1988) es una deportista estadounidense que compitió en taekwondo. Ganó dos medallas en el Campeonato Panamericano de Taekwondo en los años 2006 y 2012.

## Palmarés internacional
| Campeonato Panamericano | Campeonato Panamericano  | Campeonato Panamericano | Campeonato Panamericano |
| Año                     | Lugar                    | Medalla                 | Categoría               |
| ----------------------- | ------------------------ | ----------------------- | ----------------------- |
| 2006                    | Buenos Aires (Argentina) | Medalla de bronce       | –51 kg                  |
| 2012                    | Sucre (Bolivia)          | Medalla de oro          | –53 kg                  |